# Prionoglarididae
Prionoglarididae (лат.) — семейство сеноедов из подотряда Trogiomorpha.

## Распространение
Семейство включает в себя всего 13 видов. Распространены в Европе, на юго-западе США, в Бразилии, в Намибии, Южной Африке, Азии и Афганистане. В Европе распространены на северо-западе, в Германии, в Греции.

## Экология
Ведут скрытный образ жизни, живут в пещерах и под камнями.
У представителей пещерного рода Neotrogla Lienhard, 2010 (их длина около 3 мм) обнаружены самки с развитым пенисом (у самцов этих органов нет).

## Палеонтология
Древнейшие представители семейства обнаружены в раннемеловом ливанском янтаре. Также найдены в бирманском янтаре.

## Систематика
В составе семейства:
- Afrotrogla
- Neotrogla
- Prionoglaris
- Sensitibilla
- Siamoglaris
- Spelektor